# Taxi Teherán
Taxi Teherán (persa: تاکسی) es una película de 2015 de drama iraní protagonizada y dirigida por Jafar Panahi. La película se estrenó en competición en el 65 ° Festival Internacional de Cine de Berlín donde ganó el Oso de Oro y el Premio FIPRESCI. En 2010 a Panahi se le prohibió hacer cine y viajar, por lo que su sobrina Hana Saeidi, que también aparece en la película, recogió el premio en su nombre.

## Producción
Similar a Abbas Kiarostami's Ten y A Taste of Cherry, ha sido descrito como "un retrato de la capital iraní, Teherán" y como una "película-documental de como se establece en un taxi Teherán que está impulsado por Panahi" con los pasajeros que "sinceramente confían" en Panahi. De acuerdo con Jean-Michel Frodon, los pasajeros incluyen "Hombres y mujeres, jóvenes y viejos, ricos y pobres, los tradicionalistas y modernistas, vídeos piratas vendedores y defensor de los derechos humanos, [que se sientan] en el asiento del copiloto del conductor sin experiencia [que ellos denominan como] Harayé Panahi (Aghaye Panahi, آقای پناهی), 'el señor Panahi'. "Los pasajeros son interpretados por actores no profesionales, cuyas identidades permanecen en el anonimato.

## Elenco

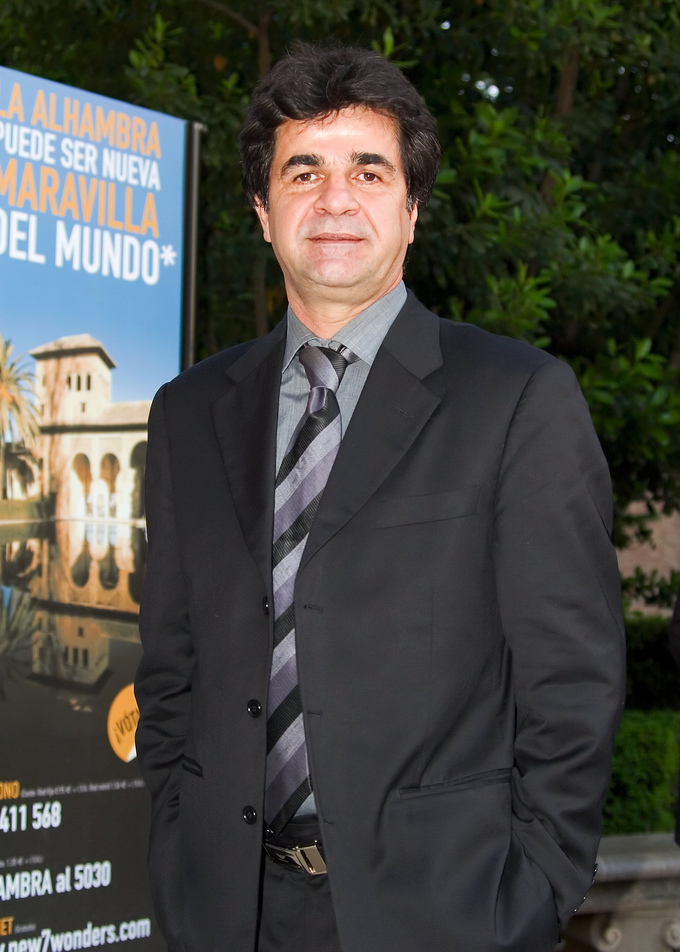
Jafar Panahi

- Jafar Panahi
- Nasrin Sotoudeh